# Živilė Raudonienė
Živilė Raudonienė (* 29. April 1982 in Alytus, Litauische SSR) ist ein litauisches Fitnessmodel, Bodybuilderin und ehemalige Wrestlerin. Sie trat bis Juni 2014 bei der WWE unter dem Ringnamen Aksana auf.

## Leben und Karriere
Raudonienė ist eine ehemalige Bodybuilderin und Gewinnerin der 2009 IFBB Arnold Classics.
Im Oktober 2009 unterschrieb sie einen Entwicklungsvertrag bei World Wrestling Entertainment (WWE). Sie trat zunächst in der Entwicklungsliga Florida Championship Wrestling (FCW) auf, bevor sie am 31. August 2010 im Zuge der dritten Staffel von WWE NXT unter dem Gimmick Aksana ins Hauptroster der WWE wechselte. Ihr WWE-Pro in der Staffel war Goldust. Nachdem sie eliminiert wurde, war sie erneut bei FCW zu sehen.
Ab dem 2. August 2011 war Raudonienė bei SmackDown zu sehen, ihr Debüt im Ring gab sie am 31. Oktober 2011 bei RAW. Nachdem sie eine Zeit lang als Freundin des SmackDown General Managers Thedore Long auftrat, war sie bis zum September 2012 als Valet und Freundin von Antonio Cesaro zu sehen. Drei Tage nach ihrem letzten WWE-Auftritt, am 12. Juni 2014, wurde Raudonienė von der WWE entlassen.

## Titel und Erfolge
- Florida Championship Wrestling
  - 1× FCW Divas Championship
  - 1× Queen of FCW